# Trollenäs
Trollenäs är kyrkby i Trollenäs socken och en tidigare småort i Eslövs kommun i Skåne län. SCB klassade 1990 bebyggelsen i byn som en småort, vilken status dock upphörde därefter.
Trollenäs kyrka ligger här.
I Trollenäs ligger även Trollenäs slott, Näs kyrka och buddhisttemplet Wat Sanghabaramee.
Vid Trollenäs slott huserar fotbollsklubben Trollenäs IF, bildad 1953, med smeknamnet "de röda baronerna". Klubbdräkten är helröd.

## Fotogalleri

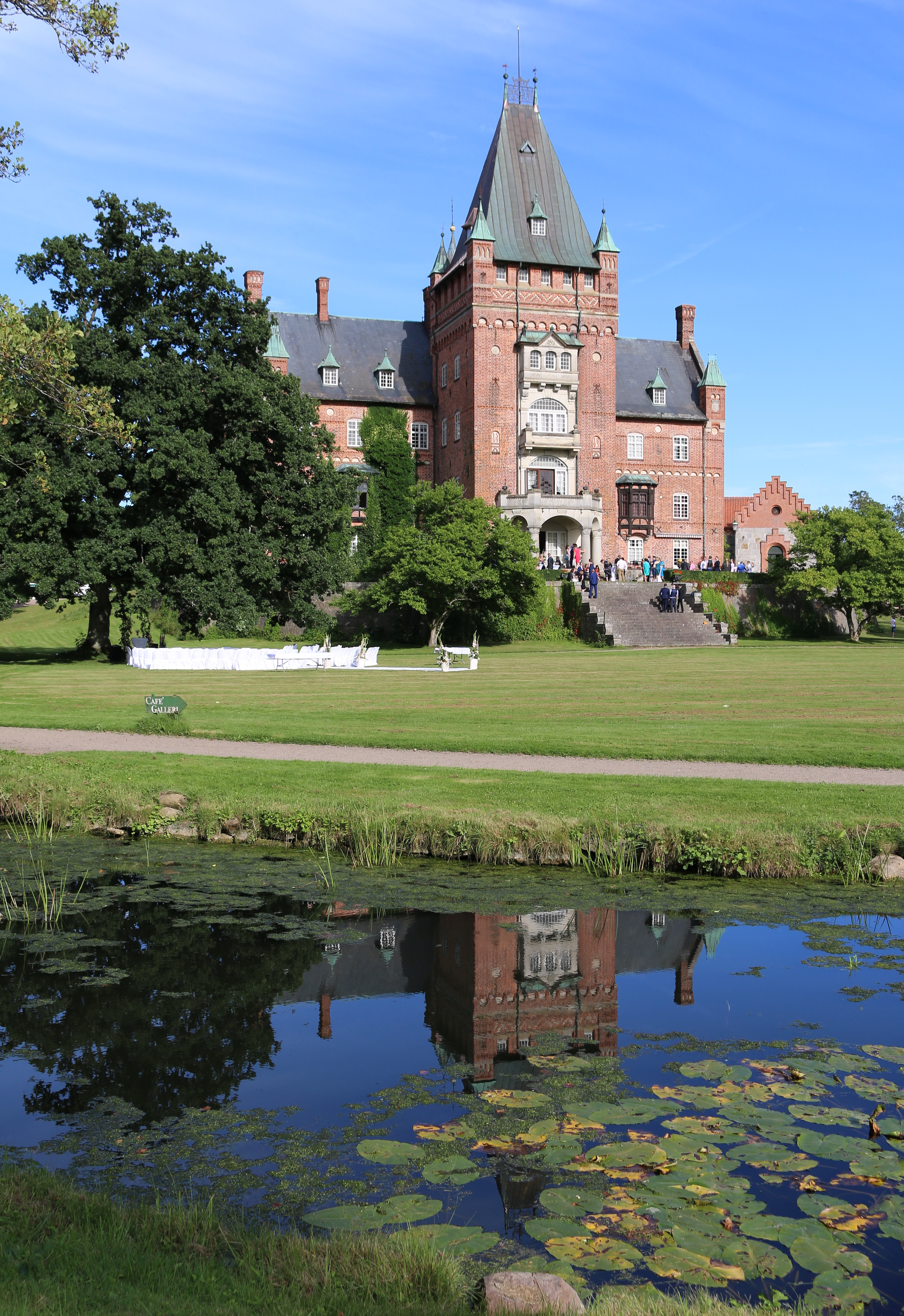
Trollenäs slott.
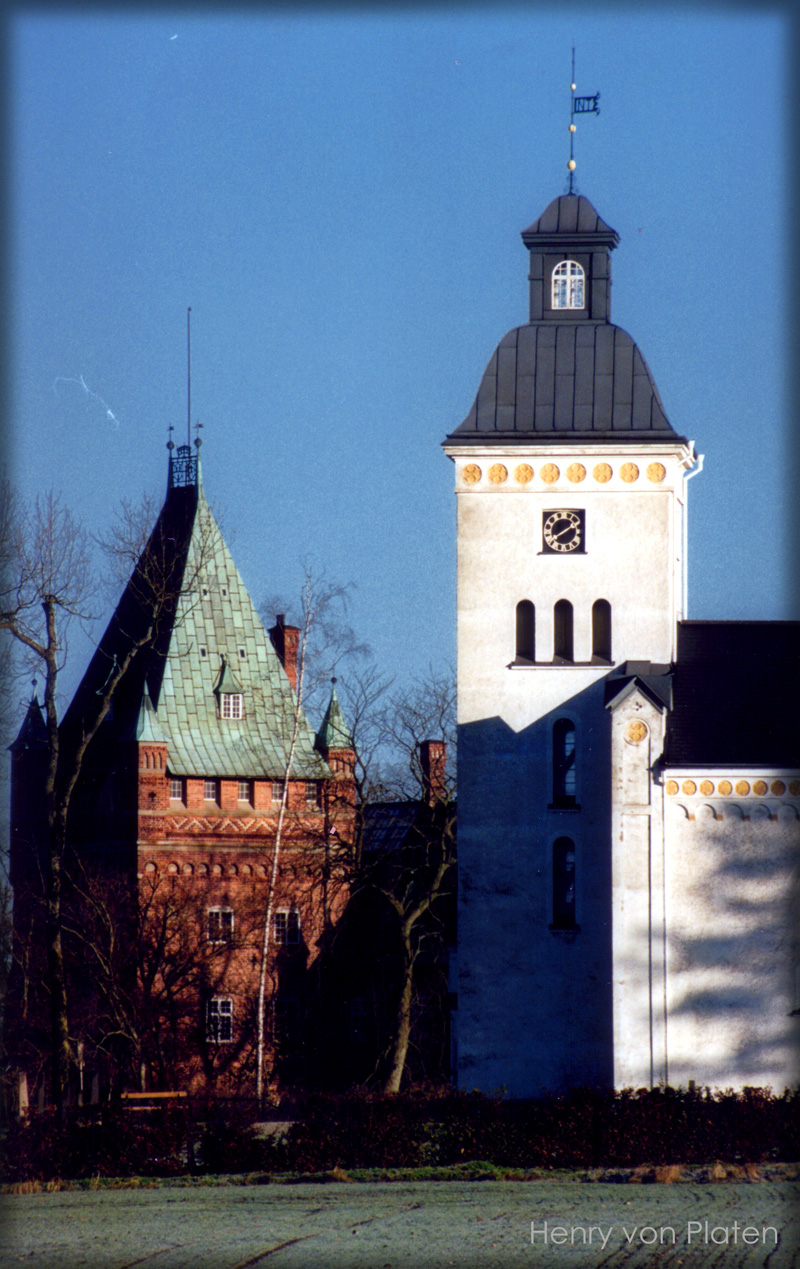
Trollenäs kyrka och slott.